# Kōhei Hasegawa
Kōhei Hasegawa (jap. 長谷川恒平 Hasegawa Kōhei; ur. 22 listopada 1984) – japoński zapaśnik w stylu klasycznym. Olimpijczyk z Londynu 2012, gdzie zajął dziesiąte miejsce w kategorii 55 kg.
Ósme miejsce na mistrzostwach świata w 2011. Najlepszy na igrzyskach azjatyckich w 2010 i 2014. Złoto na mistrzostwach Azji w 2009; brąz w 2008. Brąz na juniorskich mistrzostwach Azji w 2002. Trzeci na uniwersyteckich MŚ w 2006 roku.